# Storcolombia
Storcolombia (spansk Gran Colombia) var navnet på den statsdannelse, der bestod af den tidligere spanske besiddelse Ny Granada senere Colombia, Panama, Ecuador og Venezuela, og som i 1819 blev udråbt som selvstændig fra Spanien af Simón Bolívar.
Ordet Colombia kommer fra Christopher Columbus' navn og anvendtes først af Francisco de Miranda som en betegnelse for den Nye verden, specielt alle amerikanske territorier og kolonier under spansk og portugisisk styre. Ordet Gran (som betyder "stor") blev ikke anvendt under republikken Storcolombias tid, men blev senere lagt til navnet af senere tiders historikere for at skelne mellem den historiske føderation og det nutidige Colombia. Mens landet fandtes, hed det officielt Republikken Colombia..

## Føderationens historie
Sydamerikas frihedskæmper Simón Bolívar og andre revolutionære anvendte navnet Gran Colombia om hele det spanske Amerika til republikken blev dannet i 1819 ved Angosturakongressen. Ved denne kongres blev Gran Colombia udråbt som en føderal republik bestående af tre departementer med hovedstæder i Bogotá (departementet Cundinamarca), Caracas (departementet Venezuela) og Quito (departementet Quito). Den nye republiks forfatning blev vedtaget i 1821 ved kongressen i Cucuta og ved samme lejlighed blev Bogotá vedtaget som republikkens hovedstad. En ny administrativ inddeling blev vedtaget, Bolívar valgtes til præsident og Francisco de Paula Santander til vicepræsident.
Under sine første år hjalp Storcolombia andre provinser, som fortsat befandt sig i krig med Spanien, til at blive selvstændige. Panama kom med i føderationen i 1821, lige som nogle tilbageværende provinser i Quito og Venezuela. Peru og Øvre Peru (det nuværende Bolivia) blev selvstændigt med hjælp fra Storcolombia. Både Bolívar og Santander genvalgtes i 1826.

## Føderationens opløsning
Bolívar drømte om at forene hele Sydamerika og så Storcolombia som en begyndelse. Andre sydamerikanske politikere var ikke lige så tiltrukne af idéen om en enkelt stat, og denne modvilje førte til, at Bolívar gik af i 1828. Føderationen opløstes i 1830, blandt andet beroende på indbyrdes kampe mellem forskellige regioner - stridigheder som voksede i omfang efter Bolívars afgang.
I 1863 besluttede staten Ny Granada, som var opstået ved føderationens opløsning officielt at ændre navn till Colombias forenede stater. I 1886 ændredes navnet til det nuværende Republikken Colombia. Panama forblev en provins i Colombia til 1903, hvor provinsen blev en selvstændig stat.